# Montecristo (Roman)
Montecristo ist ein Finanzthriller von Martin Suter aus dem Jahr 2015. Im Mittelpunkt des Romans steht der 38-jährige Videojournalist Jonas Brand. Dieser möchte eigentlich nur Geldgeber für sein Filmprojekt "Montecristo" gewinnen und schlägt sich bis dahin als freiberuflicher Journalist durch. Durch einen Zufall fällt ihm eine Story in die Hände, die das komplette Finanzsystem der Schweiz zusammenbrechen lassen könnte. Doch mächtige Gegner wollen die Veröffentlichung um jeden Preis verhindern.

## Handlung
Zu Beginn des Romans fährt Brand mit dem Zug nach Basel, um dort für das Lifestyle-Magazin Highlive ein Event zu filmen. Der Zug hält jedoch nach einer Notbremsung, da sich ein Fahrgast aus dem Zug gestürzt hat. Brand filmt die Reaktionen der Mitfahrer, jedoch nicht explizit die Leiche, da er kein "abgebrühter Videojournalist" ist. Wenig später ist Brand mit der Event-Managerin Marina Ruiz zum Abendessen verabredet. Dort erfährt man, dass Brand geschieden ist und nur als Videojournalist arbeitet, da er seit sechs Jahren nach einem Investor für sein Filmprojekt "Montecristo" sucht – einer Neuinszenierung des Romans "Der Graf von Monte Christo" von Alexandre Dumas. Der Abend endet mit einem Kuss und Brand geht beschwingt nach Hause. Dort angekommen, möchte er seiner Putzfrau noch Haushaltsgeld hinlegen und bemerkt dabei zufällig, dass er zwei 100-Franken-Scheine mit der gleichen Seriennummer besitzt. Am nächsten Tag befragt er den Kundenberater seiner Bank, der GCBS, nach den Scheinen. Dieser bestätigt, dass beide Scheine echt seien, dies aber nicht möglich sei. Brand nimmt die Scheine wieder mit nach Hause und verstaut sie in einer Statue, deren Hohlraum ihm als Safe dient.
Zwischen Brand und Marina entwickelt sich eine Romanze, die jedoch davon überschattet wird, dass zuerst in Brands Wohnung eingebrochen und er später vor Marinas Wohnung niedergeschlagen und seiner Brieftasche beraubt wird. Als er im Anschluss darauf seine Wohnung aufräumt, fallen ihm wieder die Aufnahmen aus dem Zug in die Hände und er beschließt, weiteres Material für eine Reportage zu dem Thema zu filmen. Nebenbei befragt er einen Wirtschaftsjournalist, Max Gantmann nach den Banknoten. Dieser bestätigt, dass die Doppelung der Seriennummer nicht möglich ist und erwähnt, dass sich die Druckfirma der Banknoten (Coromag) keine Fehler erlauben darf. Er empfiehlt Brand, das Geld auszugeben und die Finger von der Sache zu lassen. Brand führt jedoch unter einem Vorwand ein Interview mit dem CEO der Coromag und konfrontiert ihn mit den gleichen Hundertern. Für den Leser wird die Situation aus der Perspektive des Managers geschildert, dabei wird deutlich, dass dieser Dreck am Stecken hat. Der CEO versucht vergeblich, die Banknoten zu vertauschen. Es folgen weitere Szenen, aus der Sicht anderer bedeutender Personen, etwa dem CEO der größten Schweizer Bank, die ebenfalls in die Affäre verwickelt sind. Wie wichtig ihnen ihr Geheimnis ist, wird deutlich, als sie den Mitarbeiter, der die Doppelnummerierungen gestohlen und in Umlauf gebracht hat, ermorden lassen.
Brand befragt derweil einen Experten, der ihm erklärt, eine der Banknoten sei eine Fälschung. Auch die GCSB äußert sich in einer zweiten Befragung entsprechend. Gantmann ist davon überzeugt, dass das Bankschließfach, in dem Brand die Scheine verwahrt hat, geöffnet und die Scheine vertauscht wurden. Brand lässt seine Ermittlungen jedoch fallen und verfolgt stattdessen seine Reportage weiter. In diesem Zuge spricht er auch mit der Frau des Selbstmörders Paolo Contini, diese ist überzeugt davon, dass ihr Mann ermordet wurde. Brand stellt gemeinsam mit Gantmann Vermutungen an, ob Contini, der ebenfalls Banker war, möglicherweise größere Summen verloren haben könnte. Die Recherchen werden allerdings von der Nachricht unterbrochen, dass eine halbstaatliche Stiftung Montecristo fördern möchte. Gantmann glaubt an eine große Verschwörung, da GCBS Haupt-Geldgeber der Stiftung ist.
Brand fliegt nach Thailand, um sich Schauplätze für seinen Film anzusehen. Dort wird ihm Kokain untergeschoben, das er gerade noch rechtzeitig bemerkt und im Klo hinunterspült, bevor ihn die Polizei durchsucht. Ironischerweise ist das exakt das Szenario, das Montecristo zugrunde liegt. Brand fliegt überstürzt nachhause, lässt sich jedoch von Marina überzeugen, dass die Aktion nicht durch die GCSB, sondern die thailändische Polizei eingefädelt wurde. Max hat in der Zwischenzeit herausgefunden, dass Contini vermutlich mehrere Milliarden "verzockt" hat, was von der GCBS vertuscht wird, da sie sich den Verlust nicht leisten können. Brand beschließt auf Marinas Bitte hin, die Sache trotzdem nicht weiterzuverfolgen, sondern sich auf sein Filmprojekt zu konzentrieren. Er übergibt die Materialien, die er zu Contini und den Banknoten gesammelt hat an Gantmann. Für den Leser wird wenige Seiten später enthüllt, dass tatsächlich die GCSB Brands Filmprojekt finanziert.
Um sich die Freundschaft Gantmanns zu erhalten, interviewt Brand Gabor Takacs, einen ehemaligen Mitarbeiter der Coromag. Dieser enthüllt, dass die Druckerei 8,64 Milliarden Euro Bargeld mit Doppelbezifferungen an die GCBS liefern ließ. Er übergibt das Interview Gantmann, dadurch seine Theorie gestützt sieht, dass die GCBS Angst vor einer Aufdeckung ihrer Fehlspekulation und einem anschließenden Bankrun habe – also davor, dass sämtliche Kunden der Bank gleichzeitig versuchen, ihr Geld abzuheben. Mit diesen Erkenntnissen konfrontiert Gantmann auch den CEO der Coromag. Kurz darauf kommt er bei einem Brand ums Leben. Brand versucht die Polizei davon zu überzeugen, dass Brandstiftung nicht ausgeschlossen ist, wird jedoch abgewimmelt. Wenige Seiten später  enthüllt ein Abschnitt aus Marinas Sicht, dass sie Kontakt zum CEO der GCBS hat.
Brand ist mit seinem Film beschäftigt, bemerkt jedoch, dass Gantmann ihm per E-Mail einen Ordner freigegeben hat, der alle Beweise enthält. In einer Videobotschaft erklärt er Brand, Contini habe sich verspekuliert und zwischen zehn und zwanzig Milliarden verloren. Er habe den Verlust mit fiktiven Gewinnen vertuscht, habe die Angelegenheit jedoch gebeichtet. Da die Rettung einer Bank nach der Finanzkrise aus politischen Gründen nicht möglich wäre, habe die GCBS beschlossen, das falsche Spiel weiterzuspielen. Contini habe jedoch die Schweizer Bankaufsicht SBA informieren wollen. Dieser Brief ist in dem Ordner ebenfalls hinterlegt und Brand erkennt, dass dies ein mögliches Mordmotiv ist. Er macht drei Sicherheitskopien und versteckt diese an verschiedenen Orten. Bald darauf erreicht ihn ein Anruf einer Bekannten von Gantmann. Diese sitzt im Entscheidungsgremium der Stiftung, die Brands Film finanziert. Sie erzählt ihm, niemand habe sein Drehbuch gemocht, die GCBS habe jedoch entschieden, den Film zu fördern. Ein weiterer Rückschlag ereilt Brand, als er bemerkt, dass bis auf eine Sicherungskopie alle anderen entwendet wurden. Er zwingt sich jedoch, normal zu agieren, da er sein Leben in Gefahr sieht.
Am Tag darauf täuscht Brand einen Flug nach Abu Dhabi vor, wo er angeblich Drehorte besichtigen möchte. In Wahrheit zieht er sich in eine abgelegene Ferienwohnung zurück, wo er aus dem Material eine enthüllende Reportage schneidet und an zwei Fernsehsender schickt – in dem Kalkül, beide Sender würden die Reportage ausstrahlen, um der Konkurrenz keinen Vorteil zu geben. Das Kalkül geht nicht auf, nach einer Absprache sendet keiner der beiden Sender die Reportage. Stattdessen wird eine Vermisstenmeldung Brands eingespielt.
Brand flieht aus der Ferienwohnung und gibt Marina seine Koordinaten durch, mit der Bitte, sie möge kommen. Marina gibt die Koordinaten jedoch weiter und er wird in einem Lieferwagen entführt. Zu Brands Verwunderung wird er der Polizei übergeben, die Polizisten bringen ihn jedoch zum Direktor der Eidgenössischen Finanzverwaltung. Dieser erklärt Brand, die vertuschte Wahrheit beträfe nicht nur die GCBS, sondern die ganze Welt, da eine Enthüllung eine noch größere Finanzkrise auslösen und die Schweiz als Land ans Ende bringen würde. Auch die Schweizer Nationalbank und die FED wüssten Bescheid, würden die Verschwörung aber stützen. Er bittet ihn, seine Ergebnisse nicht offenzulegen, um nicht die Welt abermals in eine Finanzkrise zu treiben und dadurch zahlreiche Menschenleben zu retten, stellt ihm die Entscheidung aber frei. Brand zerstört daraufhin die letzte Sicherungskopie der Daten und verlässt das Gebäude. Dort spricht er sich auch mit Marina aus, die ihm erklärt, sie habe ihn nur verraten, um ihn vor einem Schicksal wie dem Gantmanns zu schützen.
Ein Jahr später feiert Brand mit Marina an seiner Seite die Premiere seines Films Montecristo.

## Hörbuch
Der Roman wurde 2015 von dem deutschen Schauspieler Wanja Mues als Diogenes-Hörbuch ungekürzt auf 6 CDs in 7:31h eingelesen. (ISBN 9783257803624)

## Rezensionen (Auswahl)
Der Roman wurde mit überwiegend positiven Rezensionen aufgenommen und eroberte schnell Platz 1 auf der Spiegel-Bestseller-Liste, der Spiegel schreibt über Montecristo:
Seinem eleganten Stil mit geschliffenen Dialogen (manchmal etwas artifiziell, aber nett zu lesen) bleibt der Autor auch in "Montecristo" treu. Hübsch sind ebenfalls einige Randbemerkungen [...]. Das Ende des Romans ist dann recht überraschend. Suter führt uns vor, dass wir alle in einer "großen Seifenblase" der Illusionen leben, von der niemand will, dass sie platzt. Weil sie dazu dient, das System aufrechtzuerhalten. Das hat zwar eine gewisse Logik – und trotzdem: Wir sind hier im Thriller. Die vom Autor raffiniert aufgebaute Spannung verpufft sehr plötzlich. Und Jonas, der etwas blass geratene Ermittler, darf nun wieder privatisieren.
Die Süddeutsche schreibt zu Montecristo:
"Montecristo", der in dieser Woche die Spitze der Spiegel-Bestsellerliste erklommen hat, also Suters Stammplatz, ist ein Wunderwerk der Konstruktion. Großartig allein schon, wie er das alte Motiv der Schatzsuche in allen Varianten durchspielt, von der Geheimschublade in einer asiatischen Statue über das Bankschließfach bis zum Computer-File. Und dass Suter die Spur irgendwann erkalten lässt wie eine schlecht angerauchte Montecristo, darin besteht sein bester Trick. Als wollte er sagen, dass eigentlich die Wirklichkeit der wahre ungelöste Fall ist.